# Igualada (documentaire)
Pour l’article homonyme, voir Igualada.
Igualada est un film documentaire colombien de 2024 réalisé par Juan Mejía Botero. Le film retrace le parcours de Francia Márquez, actuelle vice-présidente de la Colombie, depuis ses débuts en tant que militante jusqu'à sa campagne présidentielle. Le documentaire est nommé dans la catégorie World Cinema Documentary Competition du festival du film de Sundance de 2024.

## Production et lancement

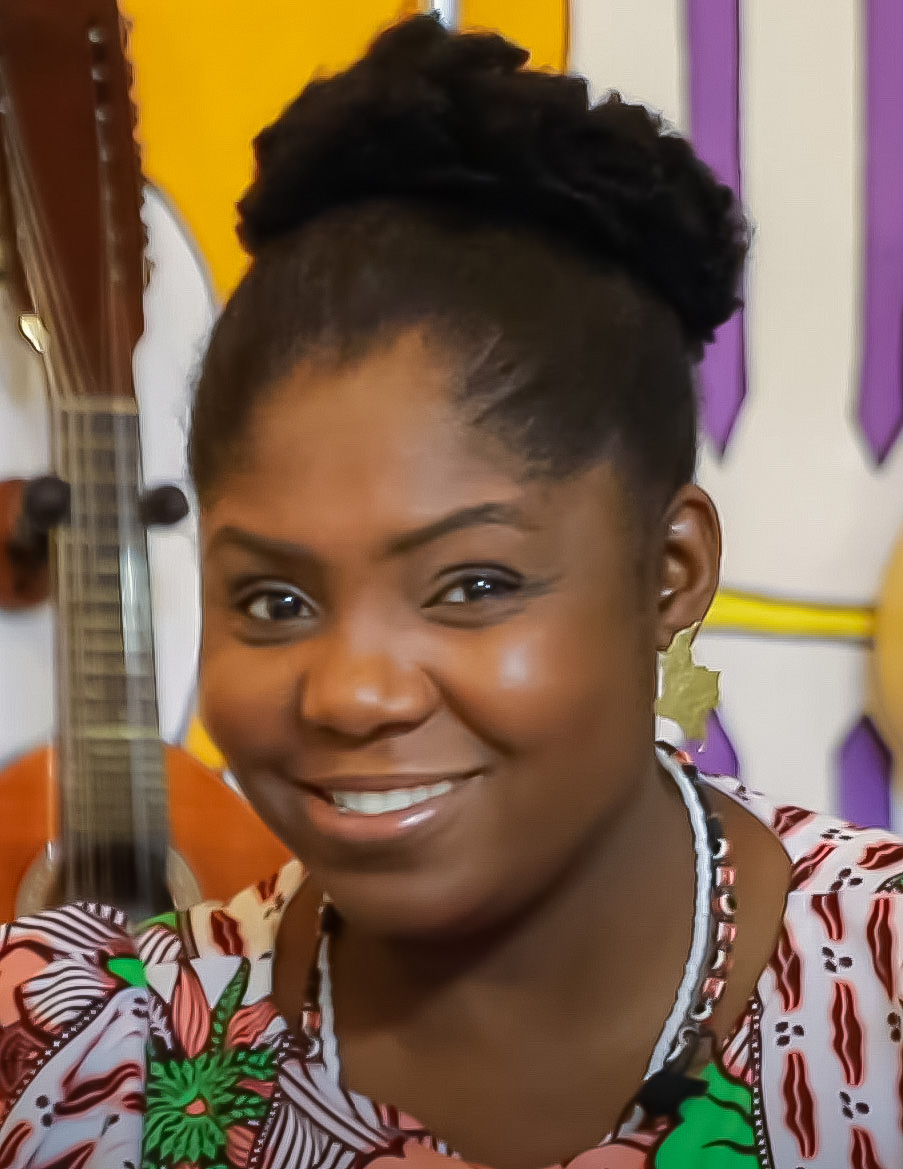
Le documentaire retrace les événements les plus marquants de la vie de Francia Márquez (photo), depuis son militantisme jusqu'à devenir la première vice-présidente afrodescendante de la Colombie.

Le réalisateur Juan Mejía Botero et Francia Márquez se rencontrent en 2006, lorsque cette dernière est une jeune mineuse artisanale qui mène le combat de la communauté en le corregimiento de La Toma situé à Suárez, Cauca, afin d'éviter son déplacement à cause de concessions minières à des multinationales,. En août 2020, Márquez informe Mejía de son intention de se présenter aux élections présidentielles, et accepte la demande du réalisateur de documenter le processus, avec deux conditions: ne mettre en risque la vie de personne du mouvement et montrer le travail collectif.
Pour la réalisation du documentaire plus de 200 heures d'images ont été collectées. En moyenne, 30 heures de ce matériel correspondent à la période entre 2009 et 2011, lorsque Márquez était militante pour les communautés noires rurales et pour l'environnement. Les autres heures correspondent à la période entre la candidature présidentielle et sa nomination comme première vice-présidente afrodescendante de la Colombie.
Dans le documentaire, Mejía mêle passé et présent pour mettre en contexte le conflit colombien et montrer le vécu de Francia Márquez, en particulier les menaces des paramilitaires, le déplacement qu'elle a vécu souffert, et la marcha de los turbantes (marche des turbans), depuis le Cauca jusqu'à Bogota. Mejía revient sur l'évolution de Francia Márquez en politique, depuis les débuts du mouvements Soy porque somos, la difficulté de rassembler les signatures, le racisme vécu pendant la campagne, les menaces à sa famille et l'adhésion à la campagne de Gustavo Petro.
À propos du titre, le réalisateur indique que le terme « igualada (égalée) en Colombie est utilisé pour stigmatiser ceux qui osent réclamer des droits et des privilèges auxquels certains secteurs de la société considèrent qu'ils n'ont pas droit, en raison de préjugés raciaux, de genre ou de classe ».
La chanson originale du film, nommée également Igualada, est composée par l'artiste colombienne La Muchacha,. Selon le média Colectivo Sonoro, la chanson « reflète une profonde connexion avec la terre, en la reconnaissant comme mère et source de vie, moyen de subsistance et liberté » et s'inspire des « racines et de l'esprit combatif des communautés cimarrones et orpailleuses ».

## Prix et nominations
Le documentaire est présenté au Festival du film de Sundance 2024, où il est nommé dans la catégorie World Cinema Documentary Competition,,.